# 源有
源 有（みなもと の たもつ）は、平安時代前期の貴族。嵯峨源氏、左大臣・源信の子。官位は従四位上・右馬頭。

## 経歴
天安2年（858年）清和天皇の即位に伴って従五位下に叙爵し、貞観5年（863年）従五位上に叙せられる。貞観8年（866年）に発生した応天門の変において、父・信は嫌疑を受けて無罪となるも籠居し、貞観10年閏12月（869年2月）事故死する。その後、有は貞観12年（870年）相模権守に任ぜられ、地方官を務める。
陽成朝では因幡守を務め、任期中の元慶6年（882年）従四位下に叙せられる。光孝朝でも仁和3年（887年）尾張権守に任ぜられるなど、引き続き地方官を務めている。のち、従四位上・右馬頭に至る。

## 官歴
『日本三代実録』による。
- 時期不詳：正六位上
- 天安2年（858年） 11月7日：従五位下
- 貞観2年（860年） 4月1日：次侍従
- 貞観5年（863年） 正月7日：従五位上
- 貞観12年（870年） 正月25日：相模権守
- 時期不詳：正五位下。因幡守
- 元慶6年（882年） 正月7日：従四位下
- 仁和3年（887年） 2月17日：尾張権守
- 時期不詳：従四位上。右馬頭[1]